# Béthisy-Saint-Martin
Béthisy-Saint-Martin és un municipi francès, situat al departament de l'Oise i a la regió dels Alts de França. L'any 2007 tenia 1.098 habitants.

## Demografia

### Població
El 2007 la població de fet de Béthisy-Saint-Martin era de 1.098 persones. Hi havia 421 famílies de les quals 96 eren unipersonals (36 homes vivint sols i 60 dones vivint soles), 140 parelles sense fills, 161 parelles amb fills i 24 famílies monoparentals amb fills.
La població ha evolucionat segons el següent gràfic:
Habitants censats

### Habitatges
El 2007 hi havia 466 habitatges, 424 eren l'habitatge principal de la família, 23 eren segones residències i 19 estaven desocupats. 431 eren cases i 30 eren apartaments. Dels 424 habitatges principals, 348 estaven ocupats pels seus propietaris, 66 estaven llogats i ocupats pels llogaters i 10 estaven cedits a títol gratuït; 6 tenien una cambra, 26 en tenien dues, 74 en tenien tres, 128 en tenien quatre i 190 en tenien cinc o més. 296 habitatges disposaven pel capbaix d'una plaça de pàrquing. A 147 habitatges hi havia un automòbil i a 223 n'hi havia dos o més.

### Piràmide de població
La piràmide de població per edats i sexe el 2009 era:
| Homes | Edats   | Dones |
| ----- | ------- | ----- |
| 0     | 95 o +  | 0     |
| 4     | 90 a 94 | 4     |
| 8     | 85 a 89 | 8     |
| 0     | 80 a 84 | 8     |
| 4     | 75 a 79 | 32    |
| 20    | 70 a 74 | 4     |
| 28    | 65 a 69 | 24    |
| 12    | 60 a 64 | 24    |
| 32    | 55 a 59 | 16    |
| 44    | 50 a 54 | 32    |
| 52    | 45 a 49 | 48    |
| 40    | 40 a 44 | 48    |
| 40    | 35 a 39 | 8     |
| 48    | 30 a 34 | 56    |
| 44    | 25 a 29 | 68    |
| 28    | 20 a 24 | 36    |
| 57    | 15 a 19 | 48    |
| 32    | 10 a 14 | 16    |
| 40    | 5 a 9   | 24    |
| 56    | 0 a 4   | 44    |

## Economia
El 2007 la població en edat de treballar era de 717 persones, 539 eren actives i 178 eren inactives. De les 539 persones actives 490 estaven ocupades (278 homes i 212 dones) i 49 estaven aturades (25 homes i 24 dones). De les 178 persones inactives 64 estaven jubilades, 47 estaven estudiant i 67 estaven classificades com a «altres inactius».

### Ingressos
El 2009 a Béthisy-Saint-Martin hi havia 415 unitats fiscals que integraven 1.094,5 persones, la mediana anual d'ingressos fiscals per persona era de 19.701 €.

### Activitats econòmiques
Dels 28 establiments que hi havia el 2007, 1 era d'una empresa extractiva, 1 d'una empresa de fabricació de material elèctric, 1 d'una empresa de fabricació d'altres productes industrials, 9 d'empreses de construcció, 2 d'empreses de comerç i reparació d'automòbils, 2 d'empreses de transport, 1 d'una empresa d'hostatgeria i restauració, 1 d'una empresa financera, 1 d'una empresa immobiliària, 3 d'empreses de serveis, 3 d'entitats de l'administració pública i 3 d'empreses classificades com a «altres activitats de serveis».
Dels 14 establiments de servei als particulars que hi havia el 2009, 1 era una funerària, 1 taller de reparació d'automòbils i de material agrícola, 3 paletes, 1 guixaire pintor, 1 fusteria, 1 lampisteria, 1 electricista, 2 empreses de construcció, 2 perruqueries i 1 agència immobiliària.
L'únic establiment comercial que hi havia el 2009 era una botiga de menys de 120 m².

## Equipaments sanitaris i escolars
El 2009 hi havia una escola elemental.

## Poblacions més properes
El següent diagrama mostra les poblacions més properes.